# ERA-1 Sender
Der ERA-1 Sender Athen ist eine Sendeanlage des griechischen Rundfunks für Mittelwellenrundfunk.
Er befindet sich nördlich von Athen. Von dort wird das erste Programm des griechischen Rundfunks auf 729 kHz mit 150 kW Sendeleistung ausgestrahlt. Als Sendeantenne wird ein 210 Meter hoher, gegen die Erde isolierter Stahlfachwerkmast mit dreieckigem Querschnitt verwendet. Dieser Mast gehört zu den höchsten Bauwerken in Griechenland.
Der Sender besitzt eine nicht unerhebliche Bedeutung für die Schifffahrt, da über ihn auch Seewetterberichte verbreitet werden.